# Kanton Nizza-7
Der Kanton Nizza-7 (frz.: canton de Nice-7) ist ein französischer Wahlkreis im Département Alpes-Maritimes in der Region Provence-Alpes-Côte d’Azur. Er umfasst einen Teil der Stadt Nizza sowie zwei weitere Gemeinden. Im Rahmen der landesweiten Neuordnung der französischen Kantone im Frühjahr 2015 wurde der Kanton erweitert.

## Gemeinden
Der Kanton hat 43.280 Einwohner (Stand: 1. Januar 2022) auf einer Gesamtfläche von 21,62 km²:
| Gemeinde                | Einwohner 1. Januar 2022 | Fläche km² | Dichte Einw./km² | Code INSEE | Postleitzahl               |
| ----------------------- | ------------------------ | ---------- | ---------------- | ---------- | -------------------------- |
| La Trinité              | 10.485                   | 14,90      | 704              | 06149      | 06340                      |
| Nizza                   | 26.918                   | 3,86       | 6.974            | 06088      | 06000, 06100, 06200, 06300 |
| Saint-André-de-la-Roche | 5.877                    | 2,86       | 2.055            | 06114      | 06730                      |
| Kanton Nizza-7          | 43.280                   | 21,62      | 2.002            | 0621       | –                          |

1. ↑   Nur der nordöstliche Teil der Gemeinde, der Rest verteilt sich auf die Kantone Nizza-1, Nizza-2, Nizza-3, Nizza-4, Nizza-5, Nizza-6, Nizza-8 und Nizza-9.

Vor der Neuordnung gehörten zum Kanton nur ein Teilbereich von Nizza, und er besaß einen anderen INSEE-Code als heute, nämlich 0637.

## Politik
| Vertreter im Départementsrat | Vertreter im Départementsrat                  | Vertreter im Départementsrat |
| Amtszeit                     | Namen                                         | Partei                       |
| ---------------------------- | --------------------------------------------- | ---------------------------- |
| 2015–2021                    | Honoré Colomas Fatima Khaldi-Bououghroum      | LR                           |
| 2021–                        | Jean-Jacques Carlin Fatima Khaldi-Bououghroum | DVD                          |